# Colonie umane nello spazio
Colonie umane nello spazio (titolo originale The High Frontier: Human Colonies in Space) è un saggio del celebre professore di fisica alla Princeton University Gerard K. O'Neill, pubblicato nel 1976 negli Stati Uniti e tradotto in italiano da Tullio Chersi per Arnoldo Mondadori Editore nel 1979. Il libro, di facile lettura, contiene varie immagini ed illustrazioni delle quali il lettore si può servire per comprendere meglio il progetto dell'autore.

## Contenuto
Il libro tratta la possibile costruzione di una struttura rotante nello spazio, appunto il Cilindro di O'Neill, il quale ospiterebbe delle permanenti colonie umane. Con riserve quasi illimitate di energia solare e di cibo, il progetto sembra essere enfatizzato dall'autore nei primi capitoli dove si narra un possibile scenario futuro per la Terra: sempre più sovraffollata e piena di crisi. La soluzione? Lo Spazio interplanetario.

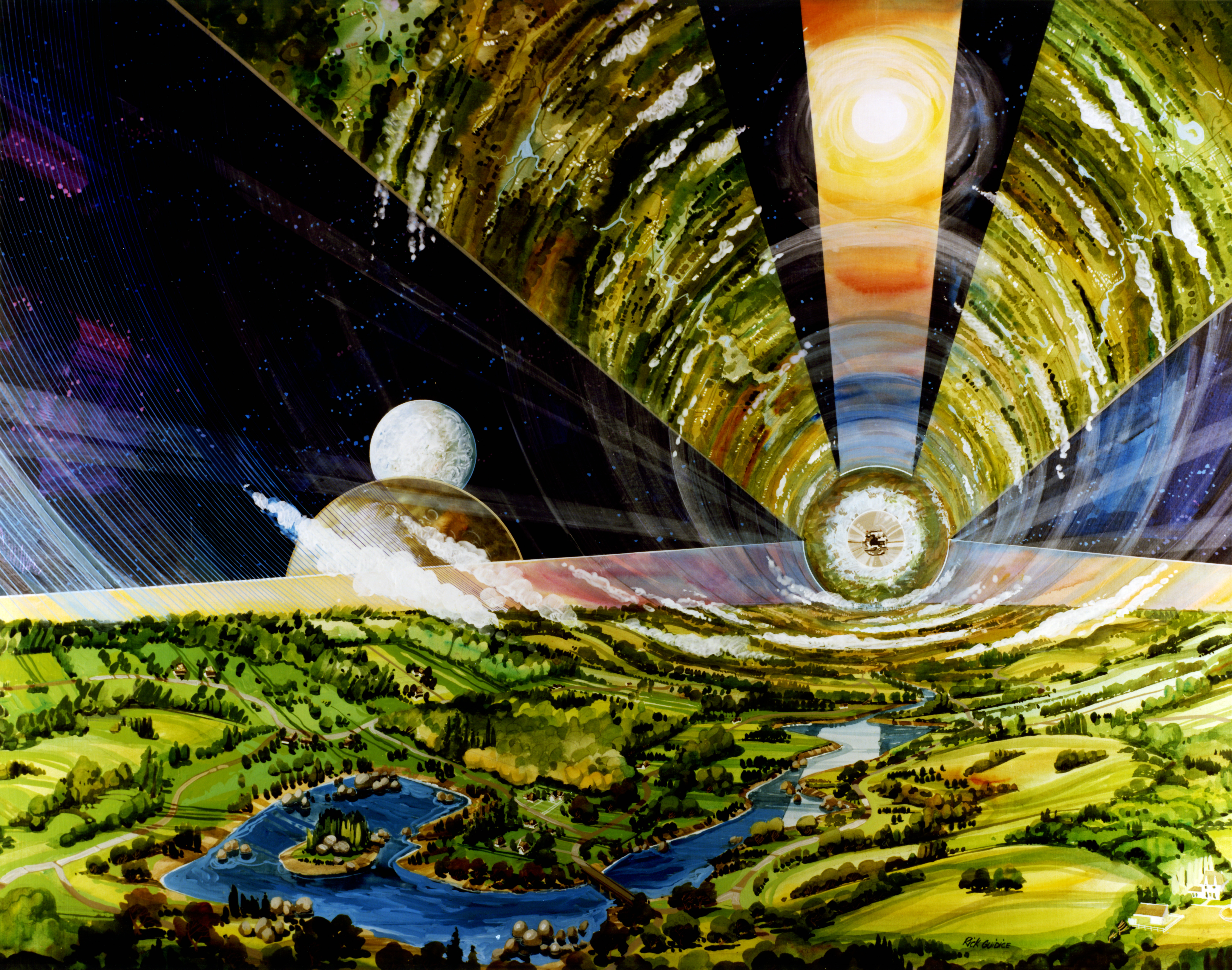
Vista interna che mostra l'alternarsi di strisce di terra e finestre

## Edizioni
- Gerard K.O'Neill, Colonie umane nello spazio, Arnoldo Mondadori Editore, 1979,  p. 334.